# Ribonukleotid
Ribonukleotid je nukleotid u kome je purinska ili pirimidinska baza vezana za molekul riboze. Baza može da bude adenin (A), guanin (G), citozin (C), ili uracil (U). Timin (T), koji se nalazi u dezoksiribonukleotidima, nije nađen među ribonukleotidima živih organizama. Ribonukleotidi imaju jedan, dva, ili tri fosfatne grupe vezane za šećer ribozu.
U ribonukleotide se svrstava adenozin-trifosfat (ATP), koji je glavni izvor energije za ćelijski rad.